# Бурзян
Бурзя́н (баш. Бөрйән) — родоплеменное образование (клан) древнебашкирского генеза в составе юго-восточных башкир.

## Анализ Y-DNA
Подавляющее число протестированных бурзян (90 %) (рода ямаш, монаш, янхары, ялан, байулы), оказались принадлежащими гаплогруппе R1b, субклад R1b-Z2103>Z2106.
Другой род бурзян — нугай — в основном являются представителями гаплогруппы R1a

## Происхождение
Бурджаны являются потомками сарматских племён Евразии. А.-З. Валиди Тоган связывал их происхождение с борусками (βορουσκοι) Клавдия Птолемея (II век). Согласно башкирским преданиям, бурджаны были отраслью аланов и в древности носили название алан-бурджан.

## Этническая история
Бурзяне как союзники (баджгардов, баджанаков и наукерде) встречаются в перечне приаральских племён у Ал-Масуди, где бурзяне известны под собственным именем баджны. Затем под именем бурджан — бурзяне упоминаются на территории от Прикаспия до Византии с конца I-го тысячелетия н. э. до XIV века. После распада Приазовской Великой Болгарии в IX веке бурджаны мигрировали на север, в Поволжье и Приуралье.
Арабский географ Ибн Хордадбех (IX век) упоминает царство Бурджан на территории Кавказского региона в контексте событий III века. Перечисляя титулы вассальных царей, которых основатель династии Сасанидов Ардашир Папакан «называл шахами», Ибн Хордадбех упоминает «Бурджан-шаха». Как можно заключить из списка, основатель империи Сасанидов считал Бурджан-шаха правителем отдельного владения, наряду с царями Йемена (Йаман-шах), Армении (Арманиййан-шах), Азербайджана (Азарбазкан-шах), Алании (Аллан-шах), Кушана (Кушан-шах), Турана (Туран-шах) и других стран, окружавших Сасанидскую империю. В VI веке владение Бурджан попадает в орбиту влияния Тюркского каганата. Бурджаны, будучи федератами тюркского Истеми-кагана (Синджибу-каган арабских источников), участвуют в походах в Закавказье.

Шах Хосров I Ануширван принимает решение достроить начатые ещё предыдущими правителями Ирана укрепления в области Сул, которые получили название Дербент. Для этого он совершает поход в Бурджан, чтобы бурджаны не смогли воспрепятствовать строительству. Ибн ал-Асир сообщает: 
И пошёл он в страну Хайтал (Эфталит), чтобы отомстить за своего деда Фируза. А перед этим Ануширван породнился с каганом. И вошёл Хосров в их страну, убил царя эфталитов и искоренил членов его фамилии. Затем достиг Балха и Мавераннахра. И оставил свои войска в Фергане. Затем возвратился в Мадаин и напал на Бурджан… Затем вернулся [из Бурджана] и построил города Шабиран, Маскат и Баб-аль-Абваб.
Табари пишет ещё более определённо: 
Ануширван напал на Бурджан, затем вернулся [оттуда] и построил Баб-аль-Абваб…
 Баб аль-Абваб («Ворота ворот») — арабское название Дербента.

В VII веке возникает Хазарский каганат, во главе которой стояла династия Ашина. Источники в числе вассалов хазарского кагана называют булгарского и хорезмийского эльтеберов, а также эльтебера так называемого «царства гуннов» на Северном Кавказе. Армянские источники локализуют названное владение к северу от Дербента. М. И. Артамонов, чья точка зрения относительно «царства гуннов» стала господствующей в отечественной историографии, считал, что его население составляли савиры: 
…оно (царство гуннов) охватывало одно из подразделений болгар, ранее известное под именем савир.
 Однако, в ряде последних публикаций данная точка зрения подвергается сомнению и утверждается, что ведущей этнической общностью царства были бурджаны. Во-первых, арабский энциклопедист XIII века Йакут ар-Руми, опираясь на неизвестный науке источник пишет: 
Бурджан: … страна из числа областей Хазарии. Звездочёты утверждают, что [страна Бурджан] находится в шестом климате, и её местонахождение — сорок градусов долготы и сорок пять градусов широты; мусульмане нападали на [Бурджан] в дни Усмана…
 Это сообщение не оставляет места для сомнений относительно местоположения Бурджана, так как мусульмане в правление халифа Усмана (644 — 656) воевали с хазарами только на территории современного Дагестана к северу от Дербента, который был военной базой арабов. Однако, на данной территории известно лишь «царство гуннов». Во-вторых, армянский географ VII века Анания Ширакаци столицей «царства гуннов» называет город Вараджан, что, без сомнения, соответствует названию Бурджан арабских источников: 
К северу [от Дербенда] близ моря находится царство гуннов, на западе у Кавказа (то есть у подножья гор Кавказа — С. Х.) город гуннов Вараджан, а также города Чунгарс и Мсндр (Семендер). К востоку живут савиры до реки Талта, отделяющей азиатскую Сарматию от Скифии».
 Как видно из приведённого пассажа, савиры жили к северо-востоку от «царства гуннов» у реки Талта (искажённое название Волги — Итиля).

Армянский писатель Мовсес Каганкатваци называет правителя «царства гуннов» Алп-Илитвером, то есть эльтебером по имени Алп. Каганкатваци даёт красочное описание вождя «гуннов»: 
Выделяясь силой и доблестью, он прославился в состязаниях, как победитель на греческих олимпиадах, отличившись силой среди всех остальных, он снискал себе великолепное имя доблестное, совершив многие подвиги храбрости в Туркестане при хакане хазиров, он снискал любовь хакана, и тот выдал за него свою дочь. А также был он удостоен сана илитуерства и прославлен в пределах всех трёх стран…

В ходе кровопролитных арабско-хазарских войн «царство гуннов» (Бурджан), находясь на переднем краю обороны, наиболее пострадало во время боевых действий. Топоним/этноним Бурджан применительно к Северному Кавказу более не упоминается, зато он появляется на Южном Урале, как наименование одного из древнейших этнических компонентов башкирского народа. Из этого можно сделать вывод, что после гибели «царства гуннов», а может быть и ранее, бурджаны мигрировали на территорию Башкирии. Их появление нужно связывать с турбаслинской археологической культурой, обычно датируемой V — VII веками, на том основании, что она имеет явные северокавказские параллели. Исследования показывают, что население городища Уфа-2 сформировалось в результате миграции гунно-сарматского населения с территории Волго-Донья. Хронологические нестыковки между временем гибели «царства гуннов» (Бурджан) и появлением турбаслинской культуры могут объясняться волнообразностью миграции бурджан с Северного Кавказа на Южный Урал, происходившей в несколько этапов. Так или иначе, этногенетические предания племени бурджан называют своей прародиной именно Северный Кавказ. Ю. Бикбов приводит одно из них: 
Род бурзянцев в глубокой древности был разделён на две части, вследствие того что первый их родоначальник или прародитель [по имени Бурджан], имея трёх сыновей, меньшего из них любил и уважал больше старших братьев, почему последние, как оскорблённые отцом и имеющие ненависть к младшему брату, оставили навсегда отца, родину и отправились на запад. Перейдя реку Дон, они избрали там место для постоянного жительства и составили из себя род, от которого, по преданию, и произошёл род знаменитого в своё время кавказского властителя Шамиля…
 Таким образом, анализ всего комплекса нарративных, этнографических и археологических источников позволяет утверждать, что носителями турбаслинской культуры, а следовательно, населением городища Уфа-2 на определённом этапе (VII — X века) могли быть бурджаны.
В XIII — XV веках бурзяне двинулись в предгорья Южного Урала, в XVI — XVII веках — в горно-лесные районы Башкортостана, а большая часть племени переселилась в верховья Сакмары и в Зауралье. В XVII — XVIII вв. началось обратное движение бурзян на юг и запад. Часть племени заняла территорию в бассейне рек Большой и Малый Ик, Большой Юшатырь, другие частично — в долине реки Дёмы, в бассейне рек Ток, Большой и Малый Уран и далее на запад, а остальные — в долинах рек Большой Иргиз, Каралык и Камелик.
В конце XVIII — XIX веках бурзяне смешались с кыпсаками и другими юго-восточными башкирами.

## Булгаро-бурджанская проблема
Знакомство европейцев с арабской историографией и географической литературой привело их к выводу о том, что арабские авторы именуют Дунайскую Булгарию — «Бурджан». Й. Маркварт пришёл к выводу, что под бурджанами арабских источников скрываются болгары дунайские и северокавказские, но не волжские, а также — в описании путешествия Харуна ибн Яхьи в Западную Европу — бургунды. Дело в том, что мусульманских писателей по данному вопросу можно поделить на четыре группы:
- 1) тех, кто знает только Бурджан-на-Кавказе;
- 2) тех, кто знает только Бурджан-на-Балканах;
- 3) тех, кто упоминает Бурджан и на Кавказе, и на Балканах;
- 4) тех, кто употребляет это название применительно к мифической стране, расположенной на крайнем севере.

К первой категории относятся Якуби, Йакут, Ибн ал-Асир; ко второй — Хишам ибн аль-Калби, Ибн Русте, аль-Масуди, автор «Худуд ал-Алама», Идриси, Ибн Са’ид, Ибн Халдун; к третьей — Ибн Хордадбех, Табари, Ибн ал-Факих; к четвёртой — Казвини, Абу-ль-Фида, Ибн аль-Варди. Последняя группа авторов представляет собой тех, кто механически компилировал данные более ранних сочинений, в результате чего их сведения приобрели фантастический характер.
Существование царства Бурджан на Северном Кавказе вполне доказано корреляцией между собой арабских и армянских источников, упоминающих независимо друг от друга топоним Бурджан и Вараджан. Гораздо сложнее ответить на вопрос, почему некоторые арабские авторы по отношению к Дунайской Болгарии применяют термин Бурджан. По всей вероятности, это связано с тем, что бурджаны в византийских источниках стали известны под именем берзилов или берзитов. Соответствие греческого топонима Берзилия и арабского Бурджан доказывается тем, что в сюжете о строительстве Дербента арабский историк Балазури в качестве места его расположения называет страну аль-Баршалия (или Буршалия), а другой историк Табари — Бурджан. В середине VI века племена Северного Кавказа — берзилы, унугуры и сабиры — признали над собой власть аваров, отступавших на запад под натиском тюркских войск. Часть этих племён могла быть увлечена волной аварской миграции в Центральную Европу и на Балканы, где в 562 году возник Аварский каганат. В начале VII веке каган организует серию походов в пределы Византийской империи. Согласно сочинению архиепископа Фессалоникийского Иоанна «Чудеса святого Димитрия Солунского», в 616 году в числе племён, осадивших Фессалоники, были берзиты, в лице которых, по всей вероятности, нужно видеть известных северокавказских берзилов. Их переселение должно было вызвать перенос названия Бурджан с Кавказа на Балканы, что и нашло своё подтверждение в арабских источниках.

## Территория расселения
На территории расселения бурзян ныне находятся Баймакский, частично Бурзянский, Мелеузовский, Кугарчинский, Куюргазинский, Фёдоровский, Давлекановский районы Республики Башкортостан, часть Оренбургской области.

## Известные представители
- Алдар Исекеев (Алдар-батыр) тархан, старшина Бурзянской волости, участник Азовского похода Петра I, один из вождей башкирских восстаний.
- Каранай Муратов
- Сурагул Калмурзин (Сураш-батыр, Сураш-Мерген) (1711—1773) — участник башкирского восстания 1735—1737 гг.
- Заманов, Масхут Файзрахманович (1914—1988) — Герой Социалистического труда.
- Байгутлин Имаметдин (Гайса улы) (1921—1999).
- Давлетбаев Гайса (1873—1943)..
- Байгутлин Шарифулла — Герой Социалистического труда, заслуженный геолог РСФСР.
- Давлетбаев Габдельхак Гайсич (1918—1999), доктор физико-математических наук.
- Барлыбаев Халиль Абубакирович — российский экономист, депутат.